# Abou Bakr al-Baghdadi
Pour les articles homonymes, voir Al-Baghdadi, Ibrahim (homonymie) et al-Badri.
Ibrahim Awwad Ibrahim Ali al-Badri al-Samarraï (arabe : إبراهيم عواد إبراهيم علي محمد البدري السامرائي), dit Abou Bakr al-Baghdadi al-Husseini al-Qourachi, anciennement Abou Douaa, « calife Ibrahim » pour ses partisans, ou plus simplement Abou Bakr al-Baghdadi (أبو بكر البغدادي), né le 28 juillet 1971 à Falloujah en Irak et mort le 27 octobre 2019 à Baricha en Syrie, est un djihadiste irakien. Il est à partir de 2010 le chef, puis de 2014 à sa mort le calife de l'organisation terroriste et salafiste djihadiste État islamique.
Membre d'Al-Qaïda en Irak après le début de la guerre d'Irak, il succède en 2010 à Abou Omar al-Baghdadi (أبو عمر البغدادي) à la tête de l'État islamique d'Irak. Il est proclamé calife par le conseil consultatif de l'État islamique, sous le nom d'Ibrahim, le 29 juin 2014, premier jour du mois de ramadan. Il affirme alors ainsi devenir le commandeur des musulmans, mais n'est cependant pas reconnu légitime comme tel par les principales autorités musulmanes, ni même par l'ensemble des groupes salafistes djihadistes.
À partir de 2014, lors de la seconde guerre civile irakienne et de la guerre civile syrienne, il forme un proto-État en Irak et en Syrie et reçoit l'allégeance de plusieurs groupes djihadistes à travers le monde. Son organisation se signale alors par ses attaques terroristes dans de nombreux pays d'Asie, d'Afrique, d'Europe et d'Amérique du Nord et se rend responsable de crimes de guerre, de crimes contre l'humanité et de génocide dans les nombreux conflits armés dans lesquels elle se retrouve impliquée.
En 2016, le département d’État des États-Unis offre une récompense pouvant aller jusqu’à 25 millions de dollars pour des informations ou des renseignements permettant sa capture ou sa mort.
Il trouve la mort dans la nuit du 26 au 27 octobre 2019, lors d'une opération américaine à Baricha, dans le nord-ouest de la Syrie.

## Biographie

### Noms
Abou Bakr al-Baghdadi est un nom de guerre. Les autres noms d'Abou Bakr al-Baghdadi sont : Abou Douaa (père de l'invocation),,, Al-Shabah (le fantôme), Abou Bakr al-Baghdadi al-Husseini al-Hachemi al-Quraychi (أبو بكر البغدادي الحسيني الهاشمي القرشي, ʾabū bakri l-baḡdādī l-ḥusaynī l-hāšimī l-qurašī), Amir al-Mou'minin (Calife), Calife Abou Bakr, Calife al-Baghdadi, Calife Ibrahim (خَلِيفَةُ إِبْرَاهِيم ḵalīfatu ʾibrāhīm) ou encore Cheikh Baghdadi.

### Jeunesse
Sa jeunesse est méconnue et sa biographie précise difficilement vérifiable. Ibrahim Awwad Ibrahim Ali al-Badri naît à Falloujah en 1971. Il est issu du clan des Badrites (en), installé entre Samarra et la province de Diyala. Sa famille, rurale, est pauvre. Selon des biographies diffusées par l'État islamique, al-Baghdadi serait un descendant direct de l'imam Ali ibn Abi Talib. Il utilise Al-Qurashi dans son nom, faisant référence à la confédération tribale des Quraych dont est issu Mahomet. Cette parenté lui permettrait ainsi de prétendre au titre de calife,,.
Ayant enquêté sur le parcours de Baghdadi, les journaux allemands Süddeutsche Zeitung et ARD écrivent qu'il était mauvais élève, ayant redoublé à cause de ses notes en anglais. Il aurait été refusé par l'armée à cause de sa myopie, malgré son appartenance à la minorité sunnite au pouvoir. Ce serait par défaut, n'ayant pu intégrer la faculté de droit, qu'il se serait rabattu sur la théologie. Footballeur amateur, il est étudiant à l'université islamique de Bagdad,.
Vers 1989, al-Baghdadi s'établit à Tobchi, un quartier de l'ouest de Bagdad, à l'âge d'environ 18 ans. Il suit des études islamiques et obtient une maîtrise, puis un doctorat à l'université des sciences islamiques d'Adhamiyah, dans la banlieue de Bagdad,,,,,. Au cours de ses études, il aurait d'abord été membre des Frères musulmans avant de rallier le salafisme.
Selon le chercheur irakien Hicham al-Hachemi qui l'a rencontré à la fin des années 1990, il n'avait alors « pas le charisme d'un chef [...] il était très timide et parlait peu ». Il se consacrait aux enseignements religieux et n'avait pas d'autre ambition que d'« obtenir un poste dans le gouvernement au sein des Dotations islamiques ». Vers l'an 2000, Al-Baghdadi est marié et père d'un fils. Il prêchait dans la mosquée Imam Ahmad ibn Hanbal de Samarra lors de l'invasion de l'Irak par les États-Unis en 2003.

### Guerre d'Irak
Après l'invasion américaine de l'Irak, Al-Baghdadi rejoint les insurgés à la fin de l'année 2003 et forme sa propre faction ; « Jaych Ahl al-Sunna wa al-Jama'a (en) » (« l'Armée du peuple appartenant à la communauté sunnite »). Il prend à cette occasion le surnom d'Abou Douaa,,.

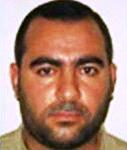
Photo d'identité d'Abou Bakr al-Baghdadi prise par les forces armées américaines alors qu'il était détenu au Camp Bucca en 2004.

En 2004, Al-Baghdadi passe dix mois dans les geôles américaines en Irak à Abou Ghraib. Il est arrêté le 31 janvier par les Américains à Falloujah, en même temps que Abdel Wahed al-Semayyir et Nessayif Nouman Nessayif,. C'est ce dernier, ami d'al-Baghdadi, qui était la véritable cible de l'opération, les deux autres hommes sont arrêtés presque par hasard,. Pendant son emprisonnement, les Américains laissent al-Baghdadi remplir le rôle de médiateur pour régler les problèmes de ses codétenus, sa qualité de docteur en études islamiques lui conférant à leurs yeux une autorité jurisprudentielle. Classé comme « prisonnier civil » et « secrétaire » et non comme membre d'un groupe armé, al-Baghdadi recrute en réalité des partisans et renforce son prestige. Jugé peu dangereux, il est libéré le 6 décembre 2004, après avoir été détenu dans les camps Bucca et Adder,.
Rejoignant Al-Qaïda en Irak, alors dirigée par le Jordanien Abou Moussab al-Zarqaoui, il est nommé « émir de Rawa », dans la province d'al-Anbar et préside la tenue de tribunaux islamiques. Le 26 octobre 2005, il est la cible d'une attaque aérienne américaine visant un repaire présumé de djihadistes près de la frontière syrienne. Alors identifié sous le nom d'Abou Douaa, il est déjà décrit comme un haut responsable de la branche irakienne de la nébuleuse terroriste. Il était notamment chargé du transfert de combattants syriens et saoudiens en Irak. Il est alors considéré comme mort.
Al-Baghdadi rejoint ensuite le Conseil consultatif des moudjahidines en Irak et se signale par son intransigeance envers les autres mouvements insurgés sunnites. Le 13 octobre 2006, le conseil consultatif proclame l'État islamique d'Irak.

### Ascension au sein de l'État islamique d'Irak
Le 16 mai 2010, un communiqué du conseil consultatif de l'État islamique d'Irak (EII) annonce la nomination d'Abou Bakr al-Baghdadi al-Husseini al-Qurashi en remplacement d'Abou Omar al-Baghdadi, son ex-émir, tué le 18 avril 2010 lors d'une opération conjointe des forces de sécurité américaines et irakiennes,. L'organisation annonce également la désignation d'Abou Abdallah al-Hassani al-Qourachi comme son nouveau « Premier ministre ». Deux jours plus tôt, Abou Hamza al-Mouhajer, ancien chef d'Al-Qaïda en Irak et ex-« ministre de la guerre » au sein de l'État islamique d'Irak, également tué le 18 avril 2010, est remplacé par Nasser al Din Allah Abou Souleimane, selon un communiqué du groupe traduit par le centre de surveillance américain des sites djihadistes (SITE).
Abou Bakr al-Baghdadi est choisi pour plusieurs raisons : il prétend faire partie de la confédération tribale des Quraych, il est lui-même membre du conseil consultatif de l'EII, il était proche d'Abou Omar, l'ancien émir, et il est plus jeune que les autres candidats. Selon le chercheur Hicham al-Hachemi, l'élection d'al-Baghdadi est validée par neuf des onze membres du conseil consultatif.
Le 27 novembre 2010, le service antiterroriste irakien (ar) procède à l'arrestation de Hazem Abdul Razzaq al-Zawi, cousin de l'ex-émir Abou Omar al-Baghdadi et « ministre de la Sécurité » au sein de l'État islamique d'Irak, lors d'une opération à Ramadi. Au cours de l'interrogatoire, le suspect avoue son implication au sein du groupuscule et révèle l'identité du nouvel émir.
Le 3 décembre 2010, la chaîne de télévision satellite irakienne Al Sumaria (en) diffuse des clichés photographiques censés montrer Abou Bakr al-Baghdadi et Abou Souleimane, lequel a été identifié comme un certain Niaman Mansour al-Zaidi.
Dès la fin de l'année 2010, l’État islamique d'Irak, sous la direction d'Abou Bakr al-Baghdadi, intensifie les attaques contre des cibles gouvernementales et policières. Le 9 mai 2011, Abou Bakr al-Baghdadi annonce dans un communiqué son allégeance à Ayman al-Zawahiri, le successeur d'Oussama ben Laden, tué le 2 mai 2011 à Abbottabad au Pakistan. L'émir de l'État islamique d'Irak réaffirme la loyauté du groupe envers la direction centrale d'Al-Qaïda tout en jurant de venger son ancien chef. En août, Abou Bakr al-Baghdadi déclare s'apprêter à déclencher une vague de cent attentats pour venger la mort d'Oussama ben Laden,.
Le 4 octobre 2011, Abou Bakr al-Baghdadi est inscrit sur la liste des terroristes les plus recherchés par le gouvernement américain (Rewards for Justice) qui offre une prime de 10 millions de dollars pour sa capture, faisant de lui l'un des trois chefs djihadistes les plus recherchés au monde avec Ayman al-Zawahiri, chef d'Al-Qaida, et le mollah Omar.
Le 22 juillet 2012, Abou Bakr al-Baghdadi annonce dans un communiqué audio que la branche irakienne d'Al-Qaida s'apprête à reprendre ses anciens bastions dans le pays d'où ses militants ont été précédemment délogés par les forces armées américaines et leurs alliés sunnites. Il appelle à libérer les militants djihadistes emprisonnés et menace de mort les juges, procureurs et ceux qui les protègent. Le 27 septembre 2012, 75 détenus s'évadent d'une prison à Tikrit à la faveur d'un assaut ayant entraîné la mort de 13 policiers.

### Expansion de l'État islamique en Syrie
Le conflit syrien, engagé en 2011 par l'Armée syrienne libre contre les troupes gouvernementales de Bachar el-Assad, apporte un nouveau souffle à l'EII, que les revers infligés par les forces américaines avant leur retrait d'Irak avaient affaibli.
Le 9 avril 2013, Abou Bakr al-Baghdadi annonce avoir rebaptisé l'État islamique d'Irak sous le nom d'État islamique en Irak et au Levant (EIIL). L'initiative est fortement désapprouvée par Ayman al-Zawahiri, d'autant qu'elle prône une fusion entre l'EII et le Front al-Nosra. L'annonce du projet de fusion entre les deux groupes provoque des tensions parmi les djihadistes engagés dans la lutte contre le pouvoir de Bachar el-Assad. De plus, le chef d'Al-Nosra, Abou Mohammed al-Joulani, ne répond pas favorablement à l'appel de Baghdadi et prête directement allégeance à Ayman al-Zawahiri le 10 avril. Il avoue toutefois avoir combattu sous les ordres de l'émir de l'EIIL en Irak et d'avoir bénéficié de son aide en Syrie pour la fondation de son propre groupe. Le 9 juin, Ayman al-Zawahiri exprime son refus catégorique de valider la création de l'EIIL, d'autant qu'il condamne le fait de ne pas avoir été consulté au préalable,. Devant ce refus, Baghdadi prend ses distances avec al-Zawahiri, il rejette ses instructions dans un message audio et revendique la paternité des combattants syriens d'Al-Nosra. Il confie la branche syrienne de l'EIIL à l'un de ses lieutenants et porte-paroles, Abou Mohammed al-Adnani.
Conscient que sa décision de reconnaître al-Nosra comme le seul représentant légitime d'Al-Qaïda en Syrie peut engendrer des conflits entre les combattants des deux groupes, Ayman al-Zawahiri décide d'envoyer un émissaire, le Syrien Abou Khaled al-Souri, pour tenir un rôle de médiateur entre l'EIIL et le Front al-Nosra. Celui-ci est tué à Alep le 23 février 2014, avec plusieurs de ses compagnons dans un attentat-suicide attribué à l'EIIL. Cet attentat met fin une trêve tacite entre Jabhat al-Nosra et l'EIIL, les combats entre les deux organisations a fait plus de 2000 morts.
Désireux d'étendre les actions de l'EIIL de l'autre côté de la frontière irakienne, Baghdadi projette la création d'un État islamique englobant la Syrie et le Liban. L'EIIL engage des combats meurtriers qui aboutissent à la prise de Falloujah et de certains quartiers de Ramadi en janvier 2014, alors que son émir annonce son intention d'« anéantir ses rivaux de la rébellion », en parlant de l'Armée syrienne libre, qui accuse l'EIIL de faire le jeu de Bachar el-Assad. De son côté, Ayman al-Zawahiri affirme que l'EIIL n'a aucun lien avec la direction centrale d'Al-Qaïda, désavouant les actions du groupe et de son émir.
Malgré les tentatives de l'EIIL de gagner la confiance et le soutien des populations locales au nord de la Syrie, le groupe se livre parallèlement à des exactions, des rapts, des enlèvements et n'hésite pas à assassiner des chefs rebelles non-djihadistes, actions qui entachent sa réputation. De plus, le groupe ne parvient pas à modérer l'intolérance religieuse et la brutalité des combattants étrangers présents dans ses rangs.
Le 2 mai 2014, Ayman al-Zawahiri ordonne à al-Baghdadi de concentrer les opérations de l'EIIL en Irak, pays dont son groupe est originaire. Il affirme par ailleurs que l'EII était « une branche d’Al-Qaeda », avant que le groupe ne décide de s'étendre en Syrie pour devenir l'EIIL. Pour Zawahiri, « L’Etat islamique en Irak n’a pas été fondé sur la base d’une sédition entre frères (…) mais à la suite de larges consultations avec les jihadistes et les tribus des communautés sunnites », en revanche, « la proclamation de l’EIIL a été un désastre politique pour les Syriens qui, après avoir manifesté leur soutien à Al-Nosra à la suite de son inscription sur la liste américaine des groupes terroristes, ont dénoncé l’EIIL, dont l’avènement a été un cadeau présenté sur un plateau en or (au régime du président Bachar) al-Assad ».

### Proclamation du«califat»
Le 29 juin 2014, l'État islamique en Irak et au Levant annonce rétablir le califat et prendre désormais le nom d'État islamique. Après avoir vécu pendant des années dans la clandestinité, Abou Bakr al-Baghdadi apparaît publiquement pour la première fois à Mossoul, le 4 juillet 2014. Il fait un prêche dans la Grande mosquée d'Al-Nouri et appelle tous les musulmans à lui « obéir »,,.
D'après le chercheur irakien Hicham al-Hachemi, Abou Bakr al-Baghdadi et le haut commandement de l'État islamique s'établissent dans une zone montagneuse du district d'al-Baaj (en), au sud-ouest de la province de Ninive en Irak. Ce territoire, passé sous le contrôle de l'État islamique le 5 janvier 2014 et rebaptisé province de l'Euphrate (wilayat al-Furat), est un sanctuaire djihadiste depuis plusieurs années ; les tribus sunnites, largement converties au salafisme, soutiennent l'EI et cinq bataillons de 350 à 500 hommes y seraient établis en permanence.
Selon le gouvernement américain, l'otage américaine Kayla Mueller, travailleuse humanitaire enlevée à Alep en août 2013, est violée à plusieurs reprises par Abou Bakr al-Baghdadi ce qui est confirmé plus tard par sa geôlière, Oum Sayyaf. Elle aurait été la « propriété » du chef de l'EI,. Elle est tuée en février 2015, par une frappe aérienne (en) de l'aviation jordanienne selon un communiqué publié par l'État islamique le 6 février. Le 10 février, les États-Unis confirment sa mort en niant cependant qu'elle ait été tuée par un bombardement. Une ancienne esclave sexuelle yézidie a déclaré que Kayla avait été assassinée par l'EI.
Selon The Guardian et les autorités irakiennes, le 18 mars 2015, Al-Baghdadi est grièvement blessé à la colonne vertébrale dans une attaque aérienne américaine menée dans le nord-ouest de l'Irak et n'a pas repris les commandes du groupe terroriste depuis,. Cependant l'information est démentie par le Pentagone qui affirme qu'aucun élément ne laisse penser qu'al-Baghdadi ait été blessé,.
Le 26 décembre 2015, l'EI diffuse un enregistrement audio d'Abou Bakr al-Baghdadi qui appelle à des soulèvements en Arabie saoudite et promet des attaques contre Israël,.
Abou Bakr al-Baghdadi semble quitter Mossoul vers fin 2016, peu après le lancement de la bataille, pour probablement se replier dans la région d'Al-Baaj ou de Boukamal,. Le soir du 2 novembre, l'État islamique publie un communiqué audio dans lequel al-Baghdadi, qui ne s'était pas exprimé publiquement depuis près d'un an, appelle ses troupes à tenir Mossoul,. Selon The Guardian, Abou Bakr al-Baghdadi manque de peu d'être tué le 3 novembre 2016, au début de la bataille de Mossoul. Ce jour-là, il s'exprime à ses hommes par talkie-walkie pendant 45 secondes. Il est alors repéré par les Kurdes, et ses gardes, devinant le danger, lui confisquent aussitôt la radio.
Le 21 juin 2017 à Mossoul, les djihadistes sont accusées d'avoir fait exploser la Grande mosquée al-Nouri, lieu où Abou Bakr al-Baghdadi était apparu pour la première fois le 4 juillet 2014, alors que les soldats de l'armée irakienne ne sont plus qu'à une cinquantaine de mètres de l'édifice,.
Abou Bakr al-Baghdadi ne se déplace vers mai 2018 qu'avec un petit nombre de fidèles et discrètement. Pour un général des services de renseignements irakiens qui le déclare anonymement à l'AFP, Abou Bakr al-Baghdadi ne se déplace le long de la frontière irako-syrienne qu'accompagné de quatre ou cinq personnes, dont son fils et son gendre. En 2018, selon le chercheur irakien Hicham al-Hachemi, al-Baghdadi se déplace entre Al-Baaj en Irak et Hajine en Syrie : « Sur le terrain ce sont de vastes régions de montagnes, de déserts, de lits de rivières et de villages en Irak et en Syrie qui offrent de nombreuses caches ». En mars 2019, Hicham al-Hachemi estime qu'Abou Bakr al-Baghdadi se trouve probablement dans les régions désertiques de la Badiya, dans l'est de la Syrie, accompagné de seulement trois personnes : « Son frère Joumouaa, plus âgé que lui, son chauffeur et garde du corps Abdellatif al-Joubouri, qu'il connaît depuis l'enfance, et son estafette, Seoud al-Kourd ».

### Spéculations sur sa possible mort
Le 16 juin 2017, le ministère de la Défense russe annonce qu'il aurait été tué dans une frappe aérienne menée le 28 mai. Dans les jours qui suivent, le gouvernement russe ne peut confirmer cette information, qui est prise avec prudence par la coalition menée par les États-Unis comme par les observateurs. Même si le 22 juin, le ministère russe des Affaires étrangères maintient qu'il a très probablement été tué et que le 11 juillet 2017, l'Observatoire syrien des droits de l'homme (OSDH) affirme qu'Abou Bakr al-Baghdadi serait mort selon des « hauts responsables » de l'État islamique présents dans le gouvernorat de Deir ez-Zor,,, sans pouvoir donner de précision sur la date, le lieu et les circonstances de sa mort et si le 10 juillet, un court communiqué d'une antenne locale de l'EI à Tall Afar annonce également la mort du « calife », l'information est rapidement rejetée par d'autres sources djihadistes,. À Raqqa, des personnes sont arrêtées et exécutées pour « diffusion de rumeurs sur la mort du calife, Abou Bakr al-Baghdadi ». Abou Ali al-Basri (ar), chef des services de renseignement et de contre-terrorisme du ministère irakien de l'intérieur, pense al-Baghdadi toujours en vie à la date du 16 juillet 2017 sur le territoire syrien, mais en dehors de Raqqa. Cet avis est partagé par Lahour Talabani, chef des services de lutte antiterroriste du Kurdistan irakien, qui le pense au sud de Raqqa.
Le 14 juillet 2017, les États-Unis affirment également ne pas pouvoir confirmer sa mort, et le considérer comme vivant jusqu'à preuve du contraire ce que confirme le 21 juillet 2017, le secrétaire d’État américain de la Défense, James Mattis. Mais dans le même temps, la chaîne de télévision saoudienne Al-Arabiya affirme que Jalalouddine al-Tounisi (en) serait pressenti pour lui succéder.
Les jours suivants, la Russie fait machine arrière tandis que le Kurdistan irakien, par la voix de ses services de renseignements, dit envisager qu'al-Baghdadi soit en vie à Raqqa.
Le 31 août 2017, le commandant de la coalition, le général Stephen Townsend, affirme qu'Abou Bakr al-Baghdadi est présumé être toujours en vie : « Je n’ai vu aucune preuve convaincante, renseignement ou rumeur de quelque source que ce soit de sa mort. (…) Il y a aussi des indicateurs dans les canaux de renseignement selon lesquels il est encore en vie ».
Finalement, un enregistrement d’une durée de cinquante-cinq minutes diffusé sur Telegram le 22 août 2018 à l’occasion de l’Aïd al-Adha et dont l'authenticité est jugée probable, fait entendre Abou Bakr al-Baghdadi qui revient sur les revers de son organisation mais appelle à poursuivre le combat : « Ceux qui oublient leur religion, la patience, le djihad contre leurs ennemis et leur certitude dans la promesse du Créateur s’effondrent et tombent. Ceux qui s’y tiennent sont fiers et victorieux même après un certain temps » et Abou Bakr al-Baghdadi réapparaît pour la première fois depuis 2014 dans une vidéo diffusée le 29 avril 2019 par al-Furqan, une branche média de l'État islamique,,,.

### Mort

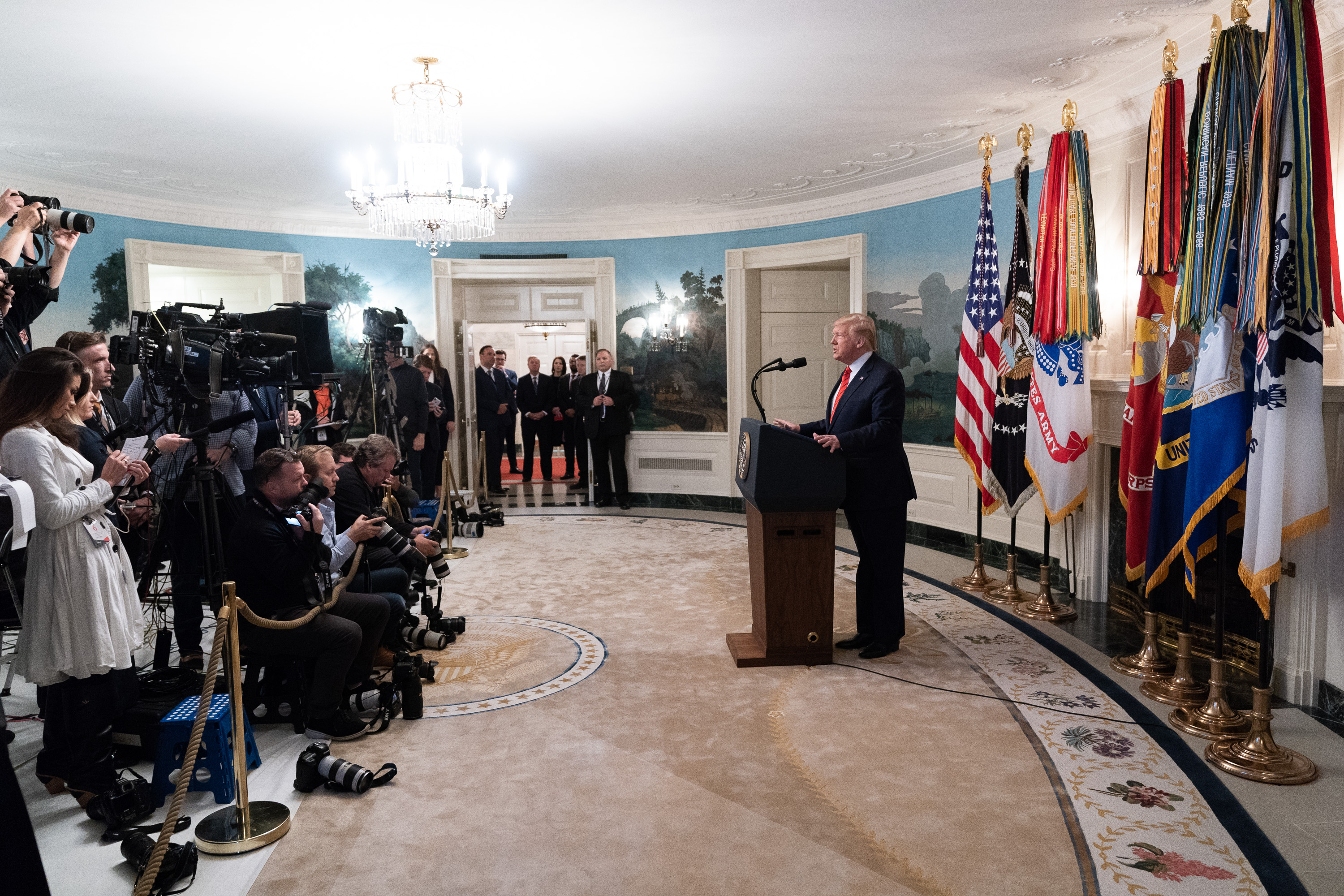
Le président des États-Unis Donald Trump annonce la mort d'Abou Bakr al-Baghdadi, et détaille à la presse le cadre de l'opération américaine « Kayla Mueller » des Joint Special Operations Command, le 27 octobre 2019.

Dans la nuit du 26 au 27 octobre 2019, l'armée américaine mène une opération avec une centaine d'hommes de la Delta Force et huit hélicoptères, contre une maison située à l'écart du village de Baricha, dans le nord du gouvernorat d'Idleb, en Syrie. Cerné dans un tunnel, Abou Bakr al-Baghdadi trouve la mort en actionnant sa ceinture explosive, tuant avec lui deux de ses enfants,,. Huit personnes au total sont tuées dans l'opération : deux hommes dont al-Baghdadi, quatre femmes et deux enfants. Deux autres hommes sont faits prisonniers et onze enfants sont évacués.
Quelques heures plus tard, après identification ADN, Donald Trump annonce officiellement la mort du chef de l'État islamique. Son ADN avait été prélevé dans le camp de prisonniers de Bucca.
Comme Oussama ben Laden en 2011, le corps d'Abou Bakr al-Baghdadi est immergé en mer,, tandis que des frappes aériennes détruisent la maison.
Le 31 octobre, l'État islamique reconnait la mort de son calife dans un communiqué audio de sept minutes : « Ô musulmans, Ô moudjahidine, soldats de l’EI (…), nous pleurons le commandeur des croyants Abou Bakr Al-Baghdadi ». Abou Ibrahim al-Hachimi al-Qourachi est présenté comme son successeur en tant que nouveau « commandeur des croyants » et « calife des musulmans ». Selon le porte-parole de l'EI, Abou Bakr Al-Baghdadi aurait désigné lui-même son successeur dans son testament.

## Famille
Abou Bakr al-Baghdadi a été marié à deux reprises. Il a eu quatre enfants avec sa première femme, puis un fils avec sa seconde.
Lorsque la guerre d'Irak débute en 2003, Abou Bakr al-Baghdadi est marié et père d'un fils. En 2008, il épouse Saja al-Doulaïmi, une jeune veuve âgée de vingt ans — déjà mère de deux jumeaux après un premier mariage avec un Irakien membre de la garde personnelle de Saddam Hussein — avec qui il a une fille, Hagar, née vers 2009. Elle le quitte, enceinte, après trois mois de mariage et divorce. Arrêtée en 2014 au Liban, elle est libérée avec douze autres personnes le 1er décembre 2015, lors d'un échange de prisonniers avec le Front al-Nosra qui relâche en contrepartie seize policiers et soldats libanais capturée lors de la bataille d'Aarsal. Saja al-Doulaïmi étant également la sœur d'un émir du Front al-Nosra,,.
En avril 2015, plusieurs rapports médiatiques affirment qu'al-Baghdadi a épousé une adolescente allemande le 31 mars 2015. Le 28 février 2016, les médias irakiens ont annoncé que la femme a quitté l'EIIL et s'est enfuie de l'Irak avec deux autres femmes. Son nom a été identifié comme étant Diane Kruger. Selon un rapport publié par Arutz Sheva (Israël National News), Diane Kruger s'est mariée en octobre 2015 dans la province de Ninive.
Le 3 juillet 2018, l'État islamique annonce la mort au combat de Houdhayfah al-Badri, un des fils d'Abou Bakr al-Baghdadi, alors qu'il est encore adolescent. Selon le communiqué, il trouve la mort au cours d'une attaque non datée menée dans une centrale électrique du gouvernorat de Homs contre les forces loyalistes syriennes et les Russes.
Le 10 juillet 2024, Le tribunal pénal de Karkh à Bagdad, en Irak, a condamné à mort la veuve de Abou Bakr al-Baghdadi, en raison de ses liens avec l'EI et de la détention de femmes yazidies dans sa maison.

## Théories du complot
Selon une thèse développée en 2015 par le magazine allemand Der Spiegel, qui s'appuierait sur un document de 31 feuillets récupérés par l'Armée syrienne libre, al-Baghdadi ne serait qu'un « leurre spirituel » d'un groupe dirigé par d'anciens hauts militaires de Saddam Hussein désireux de s'emparer des richesses d'une partie de la Syrie et de l'Irak. L'article du Spiegel a été critiqué par plusieurs spécialistes. Pour la chercheuse Myriam Benraad, l'article contient des « erreurs factuelles et [des] interprétations biaisées ».
Pour le chercheur Romain Caillet, il reprend une « thèse conspirationniste » dont l'objectif est de « vouloir absolument minimiser les convictions religieuses des dirigeants de l’EI, sans doute par souci d’éviter tout amalgame entre l’organisation terroriste et la religion musulmane, reprenant ainsi le narratif des rebelles modérés et d’al-Qaïda, faisant des dirigeants de l’EI les agents d’un «complot contre le jihad mondial» ».
De même, pour le journaliste Wassim Nasr, tous les anciens militaires baasistes et ex-officiers de Saddam Hussein passés à l'État islamique sont désormais des djihadistes convaincus.
D'autres théories complotistes anti-occidentales et anti-américaines, véhiculées par des sites pro-chiites, pro-iraniens,,, pro-Assad et pro-Hezbollah et reprises ensuite par certains milieux propices à ce genre de théories (extrême-droite et extrême-gauche,) ainsi que dans certains pays musulmans,, affirment qu'Edward Snowden aurait révélé que le leader de Daech serait en fait Simon Elliott, un « sioniste » agent du Mossad (services de renseignements israéliens) à la solde des États-Unis, d'Israël, des pays européens et de leurs alliés du Golfe pour affaiblir la Syrie et l'Iran, ennemis des Occidentaux et de l’État hébreu dans la région, et plus largement diviser et affaiblir le monde musulman,.
Pour les tenants de cette théorie, les groupes islamistes fondamentalistes comme Daech, Al-Qaïda ne s'attaqueraient jamais à Israël et seraient donc des sionistes agissant au service des gouvernements israéliens, américains, britanniques, français etc,. Bien que cette rumeur ait massivement circulé sur la toile, cette intox a néanmoins été rapidement démasqué,, le site Wikileaks lui-même a reconnu la supercherie.
D'autres sites complotistes comme Medias-Presse.info, le Réseau Voltaire, Wikistrike ou Réseau international, avancent également que le sénateur américain John McCain aurait rencontré, sous « protection israélienne », Abou Bakr al-Baghdadi, en 2013, dans le nord de la Syrie, en s'appuyant sur des photos sur lesquelles figurent Abou Youssef, un commandant de la Brigade de la Tempête du Nord ayant une vague ressemblance avec le chef de l'EI.
Ces photos furent en réalité prises le 27 mai 2013, à Azaz, une ville alors tenue par la Brigade de la Tempête du Nord, lors d'une rencontre entre John McCain et le général Selim Idriss, le commandant en chef de l'Armée syrienne libre, accompagné d'autres chefs rebelles,,. Une des photos fut notamment publiée par John McCain lui-même sur son compte Twitter le lendemain.